# 엑시트 스피드
엑시트 스피드(Exit Speed)는 2008년 공개된 미국의 액션 영화이다.

## 줄거리
사상최악의 크리스마스 총격전

## 출연

### 주연
- 데스몬드 헤링턴
- 프레드 워드
- 리 톰슨

### 조연
- 줄리 몬드
- 앨리스 그렉진
- 그레고리 바라
- 데니즈 리
- 닉 소웰
- 조니 크루즈
- 제니퍼 사이프스
- 데이비드 리스 스넬

## 기타
- 미술: 에릭 휘트니